# 蒼白シスフェリア
「蒼白シスフェリア」（そうはくシスフェリア）は、少女病の1枚目のシングル。2009年12月23日にLantisから発売された。

## 概要
CD+DVDの仕様で発売され、後者には瓦礫のPVを収めたアニメーションDVDが収録されている。また、収録曲は全てA面扱いとなっている。
アニメイトやとらのあな等では、アナザージャケット、ブロマイド、ポストカードが各店舗別に特典として用意されている。

## 収録曲
1. 瓦礫の終音 [5:44]
2. lunatic... [4:59]
3. Celestial Blue [7:28]

## 制作・参加メンバー
ミュージシャン
- Lyrics：少女病
- Compose&Arrange：ピクセルビー
- Bass：岸田（岸田教団）
- Guitar：光収容
- Drum：そうる透・村石雅行
- Strings：大先生室屋ストリングス

Voice
- 花澤香菜
- 豊崎愛生
- 沢城みゆき
- 柿原徹也

chorus
東京混声合唱団
PV制作
- ALICE FROM JAPAN